# Hans Gedda
Hans Jörgen Gedda (* 8. července 1942, Flen) je švédský fotograf.

## Životopis
Hans Gedda byl asistentem Rolfa Winquista, jehož studio provozoval dva roky po jeho smrti. Přitáhl pozornost svými nekonvenčními portréty veřejnosti a významných osobností kulturního a společenského života. Fotografoval mimo jiné Nelsona Mandelu, Olofa Palmeho, Andyho Warhola, Jimiho Hendrixe, Moniku Zetterlundovou, Margarethu Krookovou a švédského krále Karla XVI. Gustava.
Hans Gedda také pracuje s dokumentárními projekty, reklamní fotografií a vlastními zátišími a má za sebou několik výstav ve Švédsku i v zahraničí. Je zastoupen v muzeu Moderna a v Národním švédském muzeu.
Vydal knihy Nuets ikoner, Cirkus a And God created man a byl oceněn mimo jiné World Press Photo a Picture of the Year. V roce 2012 byl ve švédské televizi uveden film „Geniet från Flen“. Film režírovaný Charliem Drevstamem představuje neformální portrét jednoho z největších švédských skvělých vizuálních umělců.